# Bethlenháza község
Bethlenháza község (románul: Comuna Bethausen) község Temes megyében, Romániában. Központja Bethlenháza, beosztott falvai Gutonya, Kladova, Klicsó, Lőkösfalva, Nőrincse.

## Népessége
A 2011-es népszámlálás adatai alapján a község népessége 3057 fő volt.